# Estadio del Gran Arco de Hiroshima
El Estadio del Gran Arco de Hiroshima (en japonés: 広島ビッグアーチ, Hiroshima Biggu Āchi) es un estadio multiusos situado en la ciudad de Hiroshima, Prefectura de Hiroshima, en Japón. Posee una capacidad para 50 000 personas y es la casa del club Sanfrecce Hiroshima de la J1 League.

## Historia
El estadio fue inaugurado en 1992 para ser una de las sedes de la Copa Asiática en donde albergó la final del torneo, en la cual la Selección de Japón ganó el título por primera vez en su historia, después de derrotar al campeón defensor la Selección de Arabia Saudita por 1-0 en la final.
Fue además sede de los Juegos Asiáticos de 1994 y de la Copa Mundial Femenina de Fútbol Sub-20 de 2012.

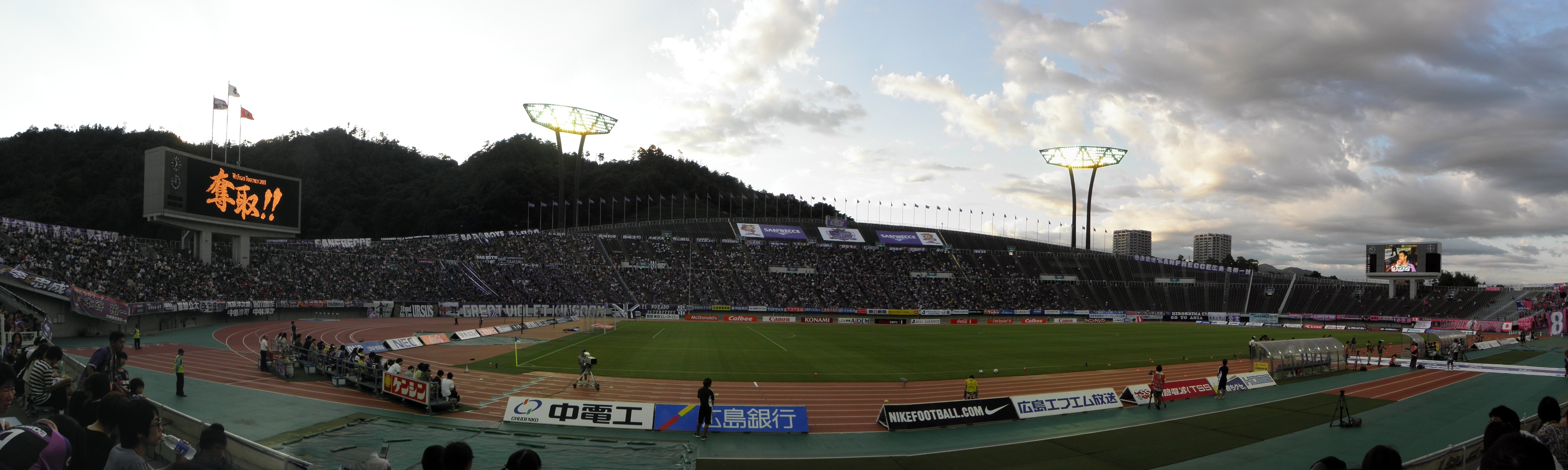
Estadio del Gran Arco de Hiroshima.